# Albert van Ouwater

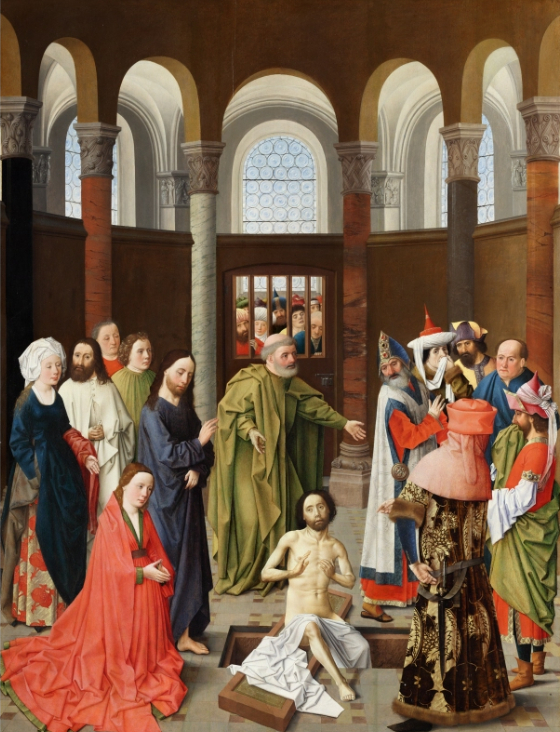
La resurrecció de Llàtzer.

Albert van Ouwater va ser un dels primers artistes de la pintura holandesa que va treballar en el nord dels Països Baixos. Probablement va néixer a Oudewater entorn de 1410-1415 i va morir el 1475.

## Biografia
Van Ouwater és esmentat per Karel van Mander (1604) com un pintor de renom en el seu moment. L'orador enalteix un retaule de Van Ouwater a l'església principal a Haarlem, la Grotekerk o Sint-Bavokerk, amb la representació de Sant Pere i Sant Pau, en el qual les figures han estat acuradament dissenyades i representades amb rics colors. Van Mander postula a Van Ouwater com el fundador de l'escola de pintura de Haarlem, fent d'ell la primera gran figura artística neerlandesa (no flamenca). Segons Van Mander, la pintura del paisatge va ser una especialitat d'aquesta escola holandesa, encara que cap de les obres d'aquesta tendència de Van Ouwater ha aconseguit sobreviure. Van Ouwater sembla haver estat un contemporani de Dirk Bouts i Geertgen tot Sint Jans va poder haver estat el seu alumne.
Van Mander descriu un altre quadre de Van Ouwater d'una composició més àmplia, la Resurrecció de Llàtzer. Aquesta ha estat identificada com la pintura localitzada actualment al Staatliche Museen de Berlín. És l'única obra àmpliament acceptada de Van Ouwater, encara que molts estudiosos li atribueixen el Cap de Donant del Museu Metropolità d'Art a Nova York.
Max J. Friedländer també li assigna una Verge i el Nen (Museu Metropolità d'Art, Nova York), però aquest quadre també s'ha associat amb les primeres obres de Dirk Bouts (el Museu Metropolità d'Art ara considera que és l'obra d'un pintor alemany influenciat per l'escola de Haarlem).
Menys convincent, Albert Châtelet afegeix al llegat de Van Ouwater un parell d'ales d'altar amb Sant Joan el Baptista i San Miguel (a la Capella Reial de Granada).